# Хуэйшуйский мяо
Хуэйшуйский мяо, или хуэйшуйский хмонгский, — язык мяо, на котором говорят в провинции Гуйчжоу в Китае. У языка имеются 4 диалекта: центральный, восточный, северный и юго-западный, а также диалект жаоцзя.
На восточном диалекте говорят в городах Лодянь, Пинба, Хуэйшуй. Северный диалект распространён в городах Гуйдин, Лонли, Хуэйшуй, округе Гаопо муниципалитета Гуйян. Центральный диалект распространён в южных пригородах муниципалитета Гуйян, в городах Хуэйшуй и Шаншунь. Юго-западный диалект используется в городах Саньду, Хуэйшуй, Чаншунь.